# 최충일
최충일(1942년 6월 15일~)은 대한민국의 정치인이다. 제41대 완주군수를 역임하였다.

## 학력
- 봉동초등학교
- 완주중학교
- 완주고등학교
- 전주교육대학교
- 한국방송통신대학교 행정학과

## 역대 선거 결과
|  | 35.92% |

|  | 40.90% |

|  | 47.67% |

| 전임 임명환 | 제41대 전라북도 완주군수 2002년 7월 1일~2006년 6월 30일 | 후임 임정엽 |